# Jaman
Jaman, artiestennaam van Jan Willem van Engelen, (Deventer, 1981) is een Nederlandse zanger. Hij maakt Nederlandstalige muziek.

## Biografie
Jaman groeide op in de Rivierenwijk in Deventer. Hij trad van kinds af aan al op in lokale cafeetjes en bij bijzondere gelegenheden. Geleidelijk, mede door toedoen van Ben Rondhuis van de band The White Comets, maakte hij van zijn hobby zijn professie. In 2011 bracht hij zijn eerste single uit. Hij is nog niet doorgebroken bij het grote publiek, Jaman is met name bekend op piratenzenders.

## Discografie

### Singles
| Single met eventuele hitnotering(en) in de Nederlandse Top 40 | Datum van verschijnen | Datum van binnenkomst | Hoogste positie | Aantal weken | Opmerkingen                 |
| ------------------------------------------------------------- | --------------------- | --------------------- | --------------- | ------------ | --------------------------- |
| Ik wil een goede vader voor je zijn                           | 2011                  | -                     | -               | -            | Nr. 68 in de Single Top 100 |
| Gewoon weer opnieuw                                           | 2011                  | -                     | -               | -            | Nr. 42 in de Single Top 100 |
| Dat ging snel voorbij                                         | 2012                  | -                     | -               | -            | Nr. 50 in de Single Top 100 |
| Laat me los laat me vrij                                      | 2012                  | -                     | -               | -            | Nr. 49 in de Single Top 100 |
| Overal ter wereld                                             | 2012                  | -                     | -               | -            | Nr. 55 in de Single Top 100 |
| Spoken bestaan niet                                           | 2013                  | -                     | -               | -            | Nr. 21 in de Single Top 100 |
| Waarom?                                                       | 2013                  | -                     | -               | -            | Nr. 25 in de Single Top 100 |
| Blikken of blozen                                             | 2014                  | -                     | -               | -            | Nr. 19 in de Single Top 100 |
| Zwevend op wolken                                             | 2015                  | -                     | -               | -            | Nr. 87 in de Single Top 100 |
| Blijf Bij Mij De Hele Nacht                                   | 2016                  | -                     | -               | -            | Nr. 5 in de Single Top 100  |
| Bella                                                         | 2017                  | -                     | -               | -            |                             |
| Al Ben Je Voor Een Dubbeltje Geboren                          | 2018                  | -                     | -               | -            |                             |
| Zo Als 'T Toen Was                                            | 2019                  | -                     | -               | -            |                             |

### Dvd's
| Dvd's met hitnoteringen in de Nederlandse DVD Top 30 | Datum van verschijnen | Datum van binnenkomst | Hoogste positie | Aantal weken | Opmerkingen |
| ---------------------------------------------------- | --------------------- | --------------------- | --------------- | ------------ | ----------- |
| Gewoon jaman                                         | 2014                  | 01-11-2014            | 9               | 9*           |             |

### Albums
| Album met eventuele hitnotering(en) in de Nederlandse Album Top 100 | Datum van verschijnen | Datum van binnenkomst | Hoogste positie | Aantal weken | Opmerkingen |
| ------------------------------------------------------------------- | --------------------- | --------------------- | --------------- | ------------ | ----------- |
| In Mijn Dromen                                                      | 13-11-2012            | 28-11-2012            | 17              | 9            |             |
| Gewoon Geluk                                                        | 14-04-2014            | 23-04-2014            | 4               | 13           |             |
| Zweven Op Wolken                                                    | 05-10-2015            | 13-10-2015            | 3               | 11           |             |